# Sweat house von Creevaghbaun

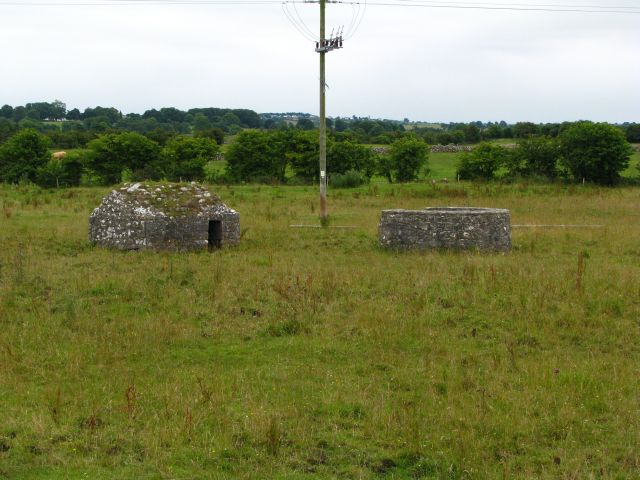
Sweat house von Creevaghbaun

Das Sweat house von Creevaghbaun (irisch An Chraobhach Bhán) im County Galway in Irland ist eine archäologische Stätte. Sie besteht aus einer winzigen steinernen Struktur, die lokal als Teach allais oder Schweißhaus (dt. eher Schwitzhütte, im Sinne von Sauna) bekannt ist. Das Gebäude liegt auf feuchtem, sumpfigem Boden und ist von der nahe gelegenen Straße R332 von Tuam nach Barnaderg deutlich sichtbar. 
Das Ost-West orientierte Schweißhaus ist etwa 1,8 m lang und 0,7 m breit und aus Kalksteinblöcken errichtet. Der Zugang erfolgt über einen sehr flachen, auf der Langseite außermittig liegenden Durchgang. 
Etwa 10,0 m nördlich des Schweißhauses liegt eine Heilige Quelle, die der Brigid bzw. der St. Bridget geweiht ist. Das im frühen 14. Jahrhundert gegründete Karmeliterkloster von Creevaghbaun liegt etwa 100 Meter nördlich des Schweißhauses.

## Kontext
Irische Sweathouses (halbwegs erhalten sind 16) setzen entweder eine prähistorische Tradition des Einatmens von bewusstseinsverändernden Drogen fort, oder sie hatten die Funktion von Saunen. Ein Mittel zur Erweiterung des Bewusstseins ist der Spitzkegelige Kahlkopf (Psilocybe semilanceata) oder „magic mushroom“, der auf der ganzen Insel zu finden ist.